# José De Giacomi
José De Giacomi (8 de enero de 1890, Cologna Veneta, Verona, Véneto, Italia – 20 de marzo de 1975, La Falda, Córdoba, Argentina), fue un inmigrante italiano que devino en importante empresario inmobiliario y de la construcción en Argentina.

## Biografía
José De Giacomi, nació el 8 de enero de 1890, en Cologna Veneta, localidad próxima a Verona, Italia. Era hijo de Luigi De Giacomi y Amalia Finato, teniendo como ascendencia la noble familia della Scala o familia scaligera.
Se radicó en la Argentina a los 16 años de edad, trabajando en Buenos Aires como técnico mecánico en el control de maquinaria agrícola, hasta que su esfuerzo le proporcionó medios para formar con sus dos hermanos mayores, Juan y Alejandro, una compañía de importación, llegando a poseer una importante armería de Buenos Aires.
El 4 de enero de 1922 se casa por poder con María Rosa Turco, de quien tiene dos hijos: Atilio Luis y Eleonora María. Posteriormente enviarán a Europa a estudiar a su hijo, quien luego sería el reconocido ingeniero Atilio De Giacomi.
En la década de 1930 se interesó por la construcción e inició su incursión en ese rubro, construyendo un edificio en Paraná y Corrientes, y otro sobre Av. Rivadavia en la  zona de Primera Junta, en la Ciudad de Buenos Aires.

## Empresario inmobiliario y de la construcción
A partir de 1943 y por razones de salud, José De Giacomi y su familia se radicaron en La Falda, donde posteriormente compró unas 80 has. de terrenos: a Francisco Segui y Doña Erlinda Parteli de Seguí un sector y otro a M. Figueroa Hermanas y Compañía, siendo parte de terrenos no loteados de la Estancia San Antonio. 
Decidió que la villa llevaría el nombre de Santa Rosa en homenaje a su esposa, María Rosa Turco. Siendo sus límites: al norte la Av. Italia (Camino a la Pampa de Olaén), al oeste la calle Victoria y el Parque Hotel hasta el arroyo de los Quinteros en el sector sur hasta la confluencia con el Río Grande de Punilla que conforma su límite hacia el oeste, el Dique de La Falda y la calle Libertad al noroeste.
Inmediatamente dio comienzo a la urbanización de Villa Santa Rosa (hoy Barrio Villa Santa Rosa), abriendo 15.000 mt. de calles, en terrenos con muchos desniveles y piedras, construyendo casas con tanques y red de distribución de agua potable, con conexión de luz eléctrica y teléfono. 
En medio de Villa Santa Rosa, construyó la mansión Ca´Montana como su residencia privada, construcción que supervisó personalmente, encomendando el proyecto al arquitecto Fernando Rosas, quien le habría sugerido la adquisición de esos predios.
Hombre tenaz y laborioso, dio trabajo en esta urbanización y en sus tres canteras de granito, a innumerables familias de la comunidad por largos años. Como ciudadano radicado en La Falda participó activamente en la comunidad, haciendo un invalorable aporte para su progreso. 
Fue socio fundador en 1949 de la Sociedad Italiana Dante Alighieri, y su vicepresidente durante 20 años, formando parte de la comisión pro monumento a Dante Alighieri. Colaboró activamente con el Centro Comercial de La Falda, siendo su vicepresidente y tesorero desde 1945 a 1948, y formando la comisión pro Dique de La Falda, con el objeto de solucionar en forma definitiva la falta de agua en la localidad.

## Filántropo
Fue fundador de la Corporación de Aguas corrientes de La Falda, y en 1958 le donó todas las instalaciones de Villa Santa Rosa para su explotación comercial, incluidos los lotes por donde pasaban cañerías y en los que se ubicaban los tanques de su propiedad, que alimentaban también al Barrio Altos del Gigante. 
En 1959 donó a la Congregación de los Misioneros de la Sagrada Familia, los terrenos para la construcción del Retiro Betania, donde con sus propias manos colocó la piedra fundamental. 
En 1966 donó a la municipalidad de La Falda un lote para la construcción de la Sala de Primeros Auxilios de Villa Santa Rosa sobre el camino a la Pampa de Olaén, hoy Av. Italia. También donó parte de sus tierras, a la vera del Arroyo de los Quinteros, para facilitar la construcción del camino de acceso al Barrio Molino de Oro, así como los terrenos para la cámara purificadora y dependencias de la red de residuos cloacales municipales. 
Donó parte del producto de sus canteras para construir los cordones y escalinatas que actualmente tiene la Plaza San Martín de La Falda, como más de 10.000 m³ de granito para la construcción de la escollera del nuevo dique de La Falda, gestionando personalmente su concreción ante el presidente Arturo Frondizi.
José De Giacomi falleció en su querida Ca´Montana de La Falda, Córdoba, el 20 de marzo de 1975.
Posteriormente, sus hijos Atilio y Eleonora cedieron entre 1978 y 1982 más de 30.000 mt2 de terrenos de su propiedad, como reserva ecológica y turística en el perilago, donde hoy se encuentran la planta de tratamiento de agua y el Balneario 7 Cascadas, principal centro de atracción turística de la localidad. 
También, los hijos de De Giacomi cedieron terrenos en comodato a la municipalidad de La Falda, para instalar en ellos la Sociedad Protectora de Animales, y gestionaron frente a la municipalidad la colocación del nombre de su padre en una calle de Villa Santa Rosa.